# Малоорчиковский сельский совет (Харьковская область)
Малоорчиковский сельский совет — входит в состав Зачепиловского района Харьковской области Украины.
Административный центр сельского совета находится в селе Малый Орчик.

## История
- 1924 — дата образования.

## Населённые пункты совета
- село Малый Орчик
- село Залинейное
- село Заречное
- село Орчик